# Otto Stammler
Otto Stammler (* 4. April 1882 Marktheidenfeld; † 8. März 1969 in Bamberg) war ein deutscher Jurist und Richter in Bayern.

## Leben
Stammler war der Sohn des Marktheidenfelder Forstmeisters und Ehrenbürgers Paul Stammler. Nach dem Studium der Rechtswissenschaft an der Julius-Maximilians-Universität in Würzburg ließ er sich dort zunächst als Rechtsanwalt nieder, bevor er 1912 Amtsanwalt am Amtsgericht Lichtenfels wurde. Nach dem Wechsel zum Amtsrichter am Amtsgericht Augsburg im Jahr 1914 folgte 1916 die Einberufung und die Teilnahme am Ersten Weltkrieg als Offizier bei der Artillerie.
Nach dem Krieg erfolgte eine Beförderung zum Oberamtsrichter und schließlich die Versetzung an das Landgericht Aschaffenburg. 1936 kam Stammler als Oberlandesgerichtsrat an das Oberlandesgericht Bamberg, wo er 1937 Vizepräsident wurde. Von November 1938 bis Oktober 1939 war er kommissarischer Präsident, nachdem die Stelle durch das Ausscheiden von Albert Heuwieser zunächst vakant war. Im November 1939 wurde Stammler von Ernst Dürig abgelöst.
Stammler blieb bis zu seiner Pensionierung 1945 am Oberlandesgericht Bamberg tätig.